# Bahlingen am Kaiserstuhl
Bahlingen am Kaiserstuhl este o comună din districtul Emmendingen, landul Baden-Württemberg, Germania. Denumirea s-ar traduce „Bahlingen de la (muntele) Kaiserstuhl”.
1. ↑  Alle politisch selbständigen Gemeinden mit ausgewählten Merkmalen am 31.12.2018 (4. Quartal) (în germană), Statistisches Bundesamt[*], arhivat din original la 10 martie 2019, accesat în 10 martie 2019